# Grovetown
Grovetown – miasto w Stanach Zjednoczonych, w stanie Georgia, w hrabstwie Columbia.